# Peugeot 208
A Peugeot 208 a Peugeot és a PSA Peugeot Citroën népszerű kiskategóriás autója. 2012 óta gyártják a Peugeot 206+ és a Peugeot 207 közös utódjaként több kontinensen. A 207-tel ellentétben már nem létezik kombi, csupán három- és ötajtós (2012 elejéig csak háromajtós). 2015-ben átesett egy látványosabb frissítésen. Jelenleg Franciaországban, Brazíliában, Kínában és Szlovákiában gyártják. Már léteznek hírek új 208 érkezéséről a közeljövőben (valószínűleg nem vezetik be a 209-es számot), de még nem volt hivatalos bemutató.
Akárcsak a korábbi Peugeot-kisautóknak, ennek is létezik nagyobb teljesítményű változata, a 208 GTi. Legtöbb változatát, így a GTi-t és a 2015-ös új modellt is a Genfi Autókiállítás(ok)on leplezték le. 2015-ben az egyik modell megdöntötte a szén-dioxid-kibocsátás rekordját 79 g/km-rel. Magyarországon háromhengeres benzin- és négyhengeres dízelmotorokkal kapható. Akárcsak elődjének, a 208-nak is léteznek ralibajnokságokra szakosított verziói, amelyeknek teljesítménymutatói a GTi-nél is jelentősen nagyobbak.
Elektromos meghajtású változata a Peugeot e-208.

## Bemutatkozása
Az akkor 5 éves 207 utódját 2011 novemberében kezdték el gyártani Szlovákiában. Miután Franciaországban is elkezdték gyártani, bemutatták a Genfi Autókiállításon, ahol mind három-, mind ötajtós változatát megtekinthették. A legtöbb generációváltással ellentétben a 208-as kisebb elődjénél. 3960 milliméteres hosszával 7 centiméterrel rövidebb, magassága (1492 mm) pedig 1 centiméterrel kisebb a 207-nél, igaz, a tengelytávolság nem változott. Csomagtere viszont 270-ről 285 literre növekedett, valamint a hátsó lábtér is két centiméterrel nagyobb lett. A 207 1,4 és 1,6 literes benzinmotorokkal volt kapható, a 208 ezzel ellentétben a bemutatón 1,0 és 1,2 literes, 68, illetve 82 lóerős motorokkal szerepelt, szén-dioxid-kibocsátásuk 100 g/km körül mozog. Átlagosan 110, a különbségeket leginkább kiélezve (a 208 üresen 975 kg) 173 kg-mal könnyebb a 207-nél, ez utóbbi magas tömege nemegyszer volt kritikák célpontja. A Peugeot több változtatással a 205 egykori népszerűségét igyekezte visszahozni az új típus számára.

## 208 XY
Ugyanott, mint az alapmodellt és a 208 GTi-t, Genfben bemutatták a kisautó luxuskivitelű változatát, a Peugeot 208 XY-t is. A márkán belül elfoglalt helye a Citroën DS3-éhoz lett volna hasonló: egy olyan kisautó, amelynek magas minőségi érzete nem követi méreteit. A Peugeot hivatalosan tanulmányautóként jelentette be a 208 XY-t. Pulsionnak nevezett egyedi festési technológiájának köszönhetően eltérő szögekből más-más színűnek látszik, ezt összesen 16 rétegnyi lakkal és festékkel érték el. Számos helyen krómdíszítést kapott a prototípus, például az oldalsó ablakai alatt, a hűtőmaszkja és a napfényteteje körül. Belsejében a kormányt, a műszerfalat, a váltókart és a kárpitot bíborszínű bőr borítja, az üléseken szürke bőr található. A tanulmányt egy 1,6 literes, 115 lóerős turbódízel motor hajtotta, kézi hatfokozatú váltóval.

## Európa
A 208-ast az európai piacra a franciaországi Poissyban és Mulhouse-ban, valamint Nagyszombaton gyártják. Elsőként Nagyszombatban kezdték meg az előállítását még 2011 novemberében. A nagyszombati PSA-üzem 2006-ban épült, Szlovákiában ekkor már Volkswagen- és Kia-gyárak is voltak. A Peugeot 208 a harmadik típus, amelyet itt (is) készítenek a 2006-os Peugeot 207 és a 2009-ben indított Citroën C3 Picasso után. 2011-ben 205 000 autó készült Nagyszombatban.
Poissyban a gyártása 2012. január 27-én indult egy 600 millió eurós beruházás eredményeként. A kutatás és fejlesztés költsége 350 millió eurót tett ki, további 150 millió euróba került a poissy-i gyártósor megépítése, a maradék 100 millió eurót a Mulhouse-i gyárra költötték, hogy 2012 nyarától ott is készüljön az új típus. 2011-ben, a 208 gyártásának előkészítésekor 700 dolgozót vettek fel Poissyban. A háromhengeres motorokat Trémeryből hozzák, 4,3 litert fogyasztanak 100 kilométerenként, szén-dioxid-kibocsátásuk 99 g/km. A felhasznált anyagok 25%-a újrahasznosított vagy természetes anyagokból előállított, amely jelentősen több a 207 7%-os értékénél. Alkatrészeinek 65%-át Franciaországban gyártják. A 208-at végül csak 2012. március elején, a Genfi Autókiállításon mutatták be, ekkor már Nagyszombatban és Poissyban is több hónapja készült. 2012 novemberétől a csökkenő eladások miatt csak nappal gyártják a 208-at Poissyban.
2013 elejére már 300 000-et adtak el a kontinensen, 2012-ben 221 000-et. A kereskedésekben 2012 márciusában, az Egyesült Királyságban 2012 nyarán jelent meg. 2012 decemberében saját kategóriájában a legnépszerűbb autó volt Európa-szerte, Franciaországban, Spanyolországban és Portugáliában is az első, Hollandiában a második helyen. A 300 000. darabot Poissyban gyártották le 2012. február 22-én, valamivel több mint egy évvel a gyártás kezdete után. Annak ellenére, hogy 2013-ban az 5. legnépszerűbb személyautó volt Európában, 2014 elején további megszorításokra került sor, elsősorban a hasonló méretű, de magasabb 2008 megjelenése miatt.

## Dél-Amerika

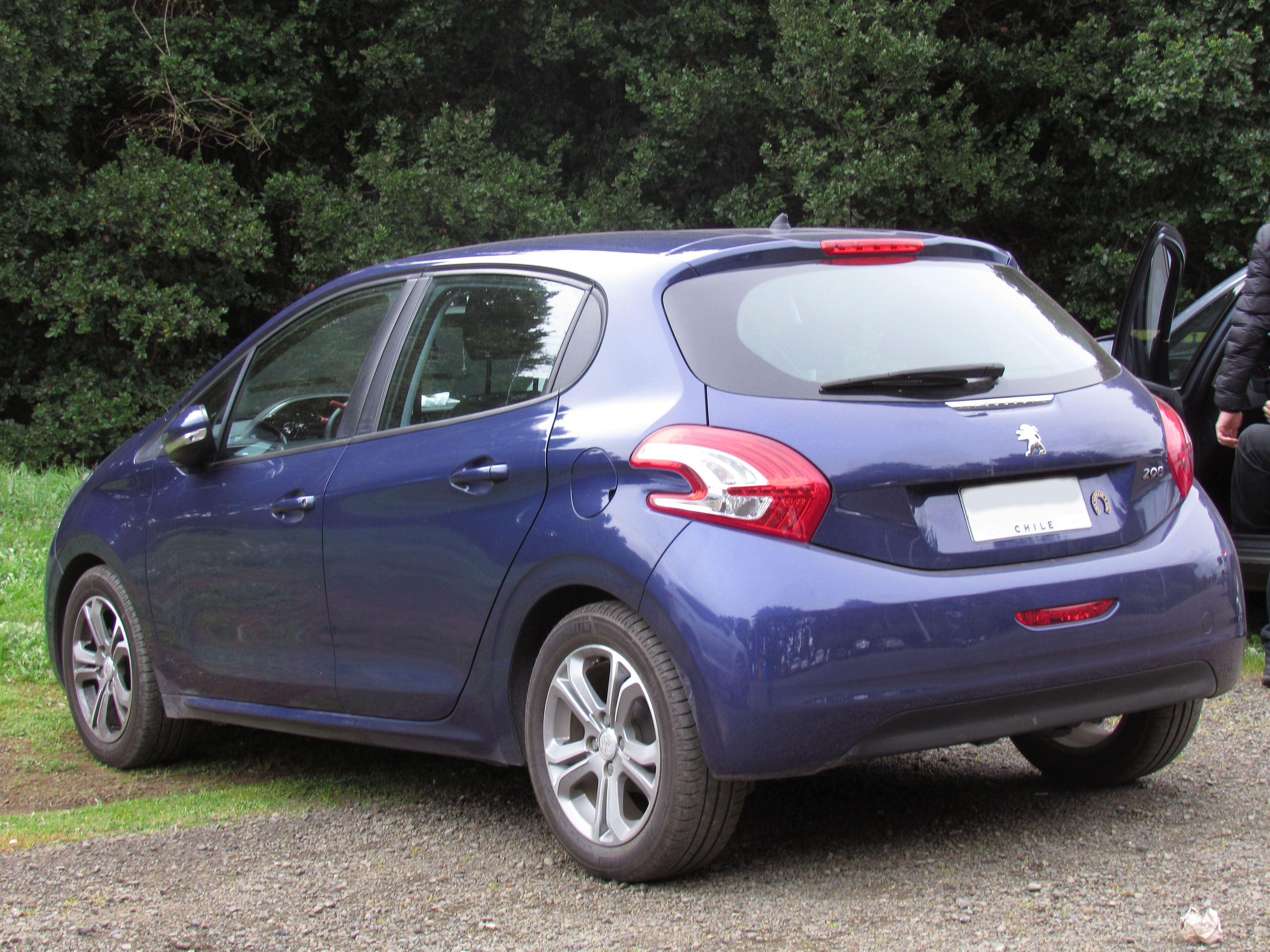
2013-as gyártmány Chiléből

Miután 2012 januárjában már megjelent a 208 a brazil piacon, 2013 áprilisában elkezdték a PSA helyi üzemében, Porto Realban gyártani. Itt készítik az összes brazil gyártmányú Peugeot-t és Citroënt, évente mintegy 150 000 darabot, 2012 októberében került ki az 1 000 000. autó az üzemből. Az alkatrészek 84%-a Brazíliából és Argentínából származik, a motorokat szintén Porto Realben állítják elő. A legyártott darabok 15%-át más latin-amerikai országokba exportálják, elsősorban Argentínába. A márka 2015-re eladásainak legalább a felét Európán kívül kívánta elérni, ez az arány 2012-ben 38, 2011-ben 33% volt.

## Ázsia
A Peugeot 2020-ig készül a márkát bevezetni Indiában. 2018-ban tesztelési célból három darab 208-ast szállítottak az országba, ahol valószínűleg ez a típus lesz az egyik első Peugeot. Iránba nem jutott el a generációváltás, továbbra is a 207 maradt gyártásban. Kínában időszerűbb volt a modellváltás, ugyanis ott a 207 a 206 frissített változatát jelentette (az európai 206+-hoz hasonlót). A 208 csak 2014-ben érkezett meg az országba, a típust a PSA helyi vállalata, a Dongfeng PSA gyártja 1,4 és 1,6 literes négyhengeres benzinmotorokkal, ötsebességes kézi vagy négysebességes automata váltóval. Kínában tehát nem kapható sem háromhengeres, sem dízelmotorral.

## 2015-ös frissítés

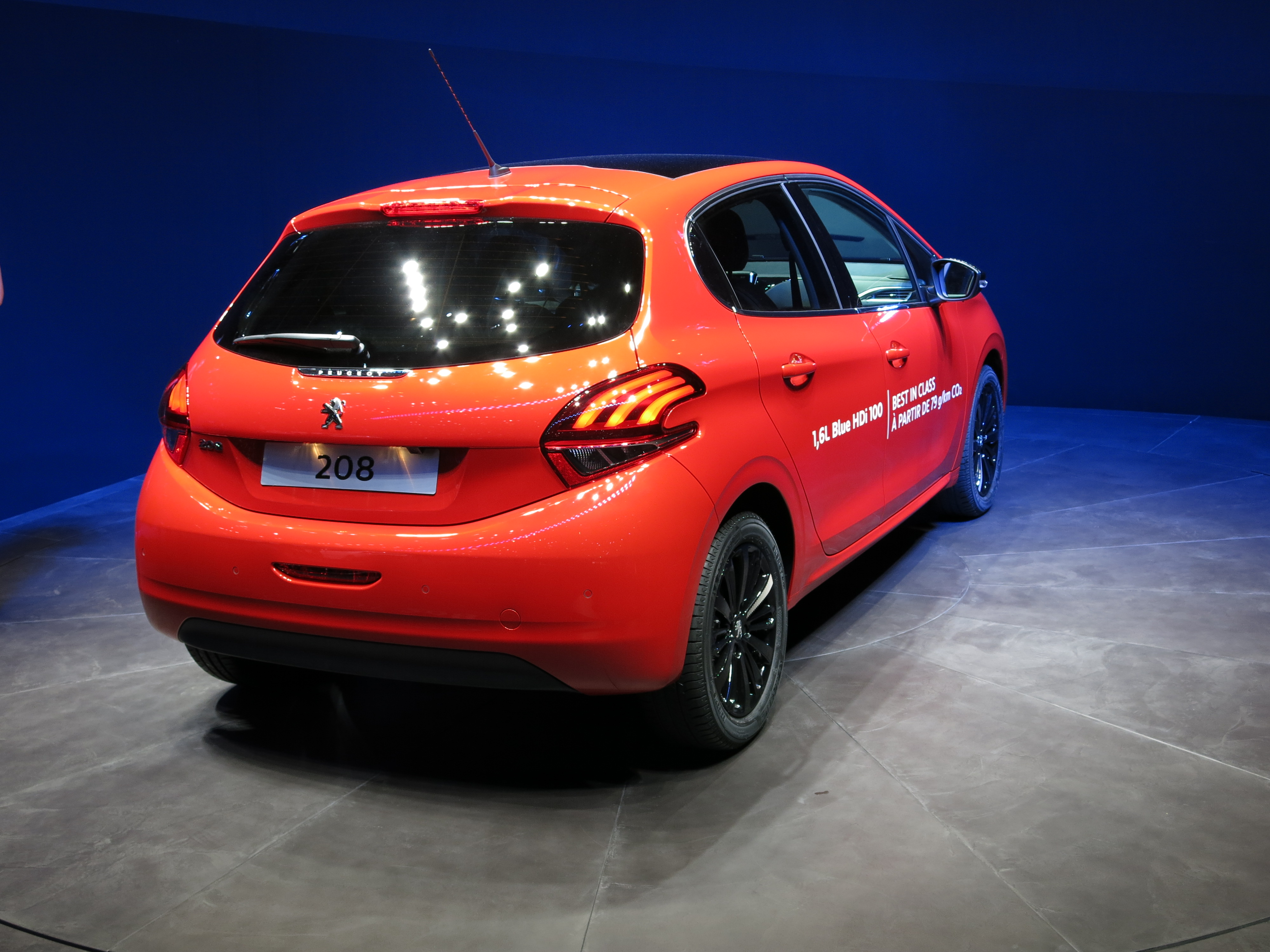
A frissített Peugeot 208 a genfi bemutatóján

2015. március 3-án a Genfi Autókiállításon bemutatták a megújult 208-at. Megváltoztatták az első légbeömlők külsejét, a krómcsík mélyebb, a hűtőmaszk szélesebb lett, valamint elöl külön ködlámpákat kapott. Az Active és magasabb felszereltségekhez ezentúl megújult kéttónusú LEDes első fényszórók jártak. A hátsó lámpák is változtak, a többi Peugeot-n már ismert három párhuzamos vonalban világít a lámpatest. A frissítéstől fogva lehetett az érintőképernyőre telefonok kijelzőjét tükrözni (MirrorScreen). Okostelefonokat a Connect Apps programhoz is lehet csatlakoztatni, így például a beépítettnél haladóbb navigációs rendszerekhez lehet hozzáférni. A színkínálatot is kibővítették 13-ra. Két új felszereltségi szintet is bevezettek. Az Egyesült Királyság piacára 2015 júniusában érkezett meg. A már korábban is minden modellben puha tapintású műszerfal a drágább változatokban más anyagból készült, mint eddig, az Active és magasabb felszereltségekben bőr borítja a kormánykereket.
A motorok is változtak, egyik turbódízeljének 79 g/km-es szén-dioxid-kibocsátása rekordot döntött. A ráncfelvarrástól fogva lehetett a 208-hoz felárért (ahol a megfelelő felszereltség még nem tartalmazta) 16 vagy 17 colos kerekeket rendelni. Frissítették az USB- és Bluetooth-rendszereket (Peugeot Connect Apps), hogy a szoftver legújabb fejlesztéseivel lépést tartsanak. Bevezették a frontális ütközéseket megelőző automatikus fékezési rendszert (Active City Brake), amely 30 km/h alatt működik. Az Active szinttől tolatókamera is járt ezentúl a 208-hoz.
2015 októberében az ausztrál változatot is elérte a frissítés. Árát jelentősen csökkentették, ezzel az új 208 lett a legolcsóbb Peugeot, amelyet Ausztráliában valaha árusítottak. Hazánkba 2015 nyarán érkezett meg az új változat.

## Felszereltségi szintek
Az adatok a 2015-ös frissített változatra vonatkoznak.

### Access
Az alapcsomag is tartalmaz hat légzsákot, keréknyomásmérő (alacsony érték esetén figyelmeztető) érzékelőket, USB- és Bluetooth-csatlakoztatási lehetőségeket, CD-lejátszóval ellátott, hat hangfalhoz kötött autósrádiót, központi zárat, légkondicionálót és a kormánykerékre tett hangerőszabályozó gombokat.

### Active
Az Active felszereltségben a rádiót már felváltja a 7 colos érintőképernyő. Ebben a felszereltségben található meg először 2015 néhány újítása, például az első ködlámpák, az új első fényszórók vagy a bőrrel bevont kormánykerék. Került bele néhány további minőségérzetet növelő elem, például a testszínű ajtónyitók vagy az elektronikusan vezérelhető visszapillantó tükrök. Kerekei 16 colosak, titánötvözetből készülnek. A 208 Európában az egyik első olyan olcsóbb autó volt, amely rendelkezett érintőképernyővel, már 2012-ben is járt hozzá Active-tól felfelé.

### Allure
Az Allure szintű autókba első tolatóradarokat, beépített műholdas navigációt, középső kartámaszt is tesznek, valamint kívül-belül több a krómdíszítés, például a sebességváltó köré is kerül. A váltókart a kormánykerékéhez hasonló bőrrel fedik.

### Allure Premium
A 2015-ös új 208 bevezetése előtt néhány hónappal jelent meg ez az új csomag. Ötféle színben, kizárólag ötajtós kivitelben kapható. Az Allure felszereltség néhány extrákkal felszerelt változata, például felár nélkül is jár hozzá napfénytető. Az Allure Premium olcsóbb, mint bármelyik másik felszereltség felárért ellátva az Allure Premium extráival.

### GT-Line
Ez a szint 2015 előtt nem létezett. 17 colos kerekei céziumötvözetből készülnek. Az ülések függőleges irányban is igazíthatók. A hűtőmaszk vörös árnyalatú elemeket tartalmaz. Ez a felszereltség azért is volt fontos újdonság, mert a 208 GTi-ből nem létezik ötajtós. Mivel a GT-Line 1,2 literes, háromhengeres, 108 lóerős motorja 400 köbcentiméterrel kisebb a GTi-énél, ezért a GT-Line olcsóbb is. Hűtőrrácsán jól látható a GT-Line jelzés. A sebességváltó, az ülések és az ajtók bizonyos részei vörös-fekete színűek.

### GTi

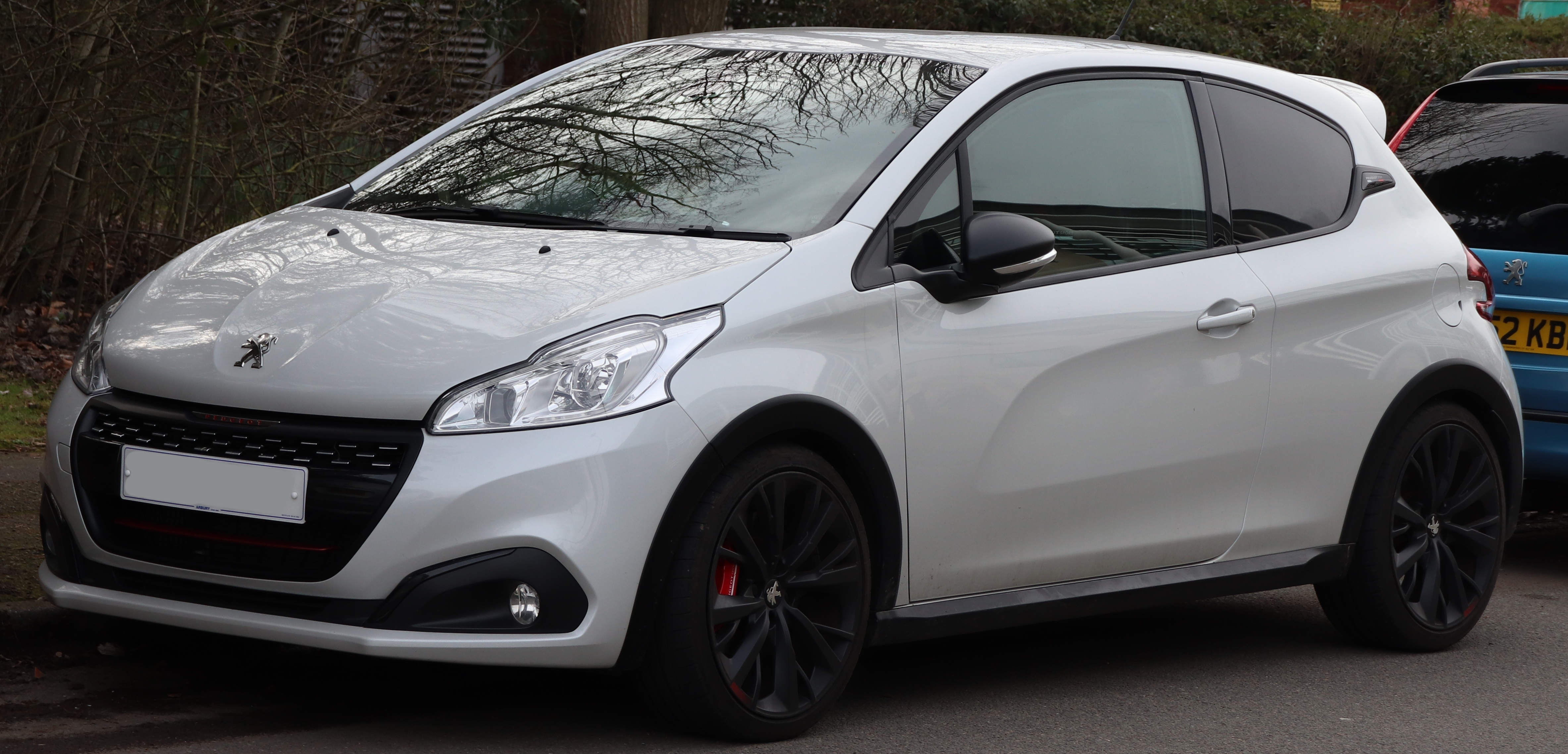
GTi

Az alapváltozat 2012. március eleji premierjét hamarosan a 208 GTi tanulmány bemutatása követte 2012 márciusában, amely 1,6 literes, 197 lóerős motorját a Peugeot RCZ THP 200-tól kölcsönözte. A bemutatott darab elsőkerék-hajtású volt hatsebességű kézi váltóval. Az XY-nal ellentétben ez a tanulmány megérte a sorozatgyártást. Kizárólag háromajtós kivitelben kapható. A legmagasabb felszereltségnek számít, léteznek további alváltozatai.
Ilyen például a Black Edition, amely nevével ellentétben Bianca White és Hurricane Grey fantázianevű színekben is kapható (a Nera Black mellett), de a belső térben és néhány külső részletben valóban nagyobb szerepet kap a fekete szín. Vannak első ködlámpái, valamint extra fényezés a fűthető visszapillantó tükrökön és a kerekeken. 2014-ben a 205 GTi 30. születésnapjára kiadták a GTi 30th évfordulós kiadást (2015-ig készült), amely jelentősen jobb teljesítménnyel és gyorsulással rendelkezik, mint az egyszerű GTi. 2015-ben megjelent a GTi by Peugeot Sport, amelynek főbb jellemzői a matt fekete fényezés, a 18 colos kerekek, a vörös kárpitok.

### Egyéb
Bármelyik felszereltséghez külön rendelhető metálhatású festés. A belépőmodellt kivéve mindegyikhez kapható tolatókamera. Az Active felszereltség önmagában nem tartalmaz beépített navigációt, de felárért kapható hozzá. Az Allure és GT-Line modellekhez napfénytetőt is lehet kérni, az Allure-hoz ülésfűtést.

## Töréstesztek
A Peugeot 208 Active felszereltségű, 1,4 literes dízelmodellje a EuroNCAP töréstesztjén 2012-ben, megjelenése után nem sokkal maximális öt csillagos minősítést ért el. A felnőtt utasok biztonságának vizsgálatakor 88, a gyerekeknél 78, a gyalogosok biztonságának értékelése során a pontok 61%-át szerezte meg a pontoknak.
2014-ben ötből három csillaggal zárt a EuroNCAP törésteszten, akkor azonban még nem vizsgálták az oldalirányú ütközések hatását. A Peugeot 208 egy újabb törésteszten azért szerepelt le, mert nincsenek benne oldallégzsákok, és a tetőkeret nincs szerkezetileg megmerevítve.

## Motorok
Az adatok a 2017-es modellévre, Magyarországra vonatkoznak.
| Név              | Hengerek száma | Turbófeltöltős? | Lökettérfogat | Teljesítmény (lóerő) | Nyomaték (Nm) | Váltó         | Végsebesség   | Gyorsulás     | Átlagfogyasztás | CO2-kibocsátás (g/km) |
| Benzinmotorok    | Benzinmotorok  | Benzinmotorok   | Benzinmotorok | Benzinmotorok        | Benzinmotorok | Benzinmotorok | Benzinmotorok | Benzinmotorok | Benzinmotorok   | Benzinmotorok         |
| ---------------- | -------------- | --------------- | ------------- | -------------------- | ------------- | ------------- | ------------- | ------------- | --------------- | --------------------- |
| 1,0 PureTech 68  | 3              | nem             | 999           | 68                   | 95            | manuális      | 163           | 14            | 4,4             | 102                   |
| 1,2 PureTech 82  | 3              | nem             | 1199          | 82                   | 118           | manuális      | 175           | 12,2          | 4,5             | 99                    |
| 1,2 PureTech 82  | 3              | nem             | 1199          | 82                   | 118           | automata      | 175           | 12,2          | 4,2             | 97                    |
| 1,2 PureTech 110 | 3              | igen            | 1199          | 110                  | 205           | manuális      | 190           | 9,6           | 4,5             | 99                    |
| 1,2 PureTech 110 | 3              | igen            | 1199          | 110                  | 205           | automata      | 190           | 9,8           | 4,5             | 104                   |
| Dízelmotorok     |                |                 |               |                      |               |               |               |               |                 |                       |
| 1,6 BlueHDi 75   | 4              | igen            | 1560          | 75                   | 230           | manuális      | 171           | 13,3          | 3               | 79                    |
| 1,6 BlueHDi 100  | 4              | igen            | 1560          | 102                  | 254           | manuális      | 187           | 10,7          | 3               | 79                    |

## Autósport
Még a legerősebb, R5-ös modell premierje előtt jelent meg a Peugeot 208 R2, a 207 RC Rallye utódja. 1600 köbcentiméteres szívómotorja volt, amelynek alapját utcai 208-asokban is megtalálhatjuk. Az R2-nek mind kész változata, mind a megépítéséhez szükséges felszerelése kapató. Az ERC junior versenyen Stephane Lefebvre az R2-vel első helyezést ért el. 2016-ban Klausz Kristóf megnyerte vele az Országos Rallye Bajnokságot a kétkerékhajtásúak között.
A márka már 2011 végén bejelentette, hogy az alapmodellel párhuzamosan leváltja a 207 raliverzióját is. 2012. szeptember 27-től október 14-ig a Párizsi Autókiállításon mutatkozott be a Peugeot 208 Type R5, amely a ralibajnokságokon több sikert elért Peugeot 207 Super2000 utódja. Kerekei 18 colosak. 1,6 literes turbómotorja legfeljebb 280 lóerős teljesítményre és 400 Nm-es forgatónyomatékra képes (a 207 Super2000-et még 2 literes szívómotor hajtotta). 2012-2013 fordulóján a Type R5-öt átnevezték T16-ra. Annak ellenére, hogy ez egy raliautó, megfelelő összegért bárki megveheti. A modell formáját a magyar Bocsi Attila tervezte.
A T16 első szereplése az Európai ralibajnoksághoz tartozó Akropolisz-ralin volt, ahol Craig Breen megnyerte vele a versenyt 2 óra 21 perc 20,2 másodperces eredménnyel. Szintén egy Craig Breen vezette Peugeot 208 T16 érte el a legrövidebb időt és a harmadik legnagyobb átlagsebességet a Liepāja—Ventspils ralin 2015-ben. Sébastien Loeb kilencszeres rali-világbajnok egy 875 lóerős Peugeot 208 T16-tal megdöntötte a Pikes Peak hegyi verseny rekordidőjét több mint másfél perccel. Az új rekord 8 perc 13,878 másodperc volt. Az autó V6-os, 3,2 literes motorjának maximális forgatónyomatéka 882 Nm. A T16 240 km/h sebességre képes, 1,8 másodperc alatt tud 100 km/h-ra gyorsulni.

## Galéria

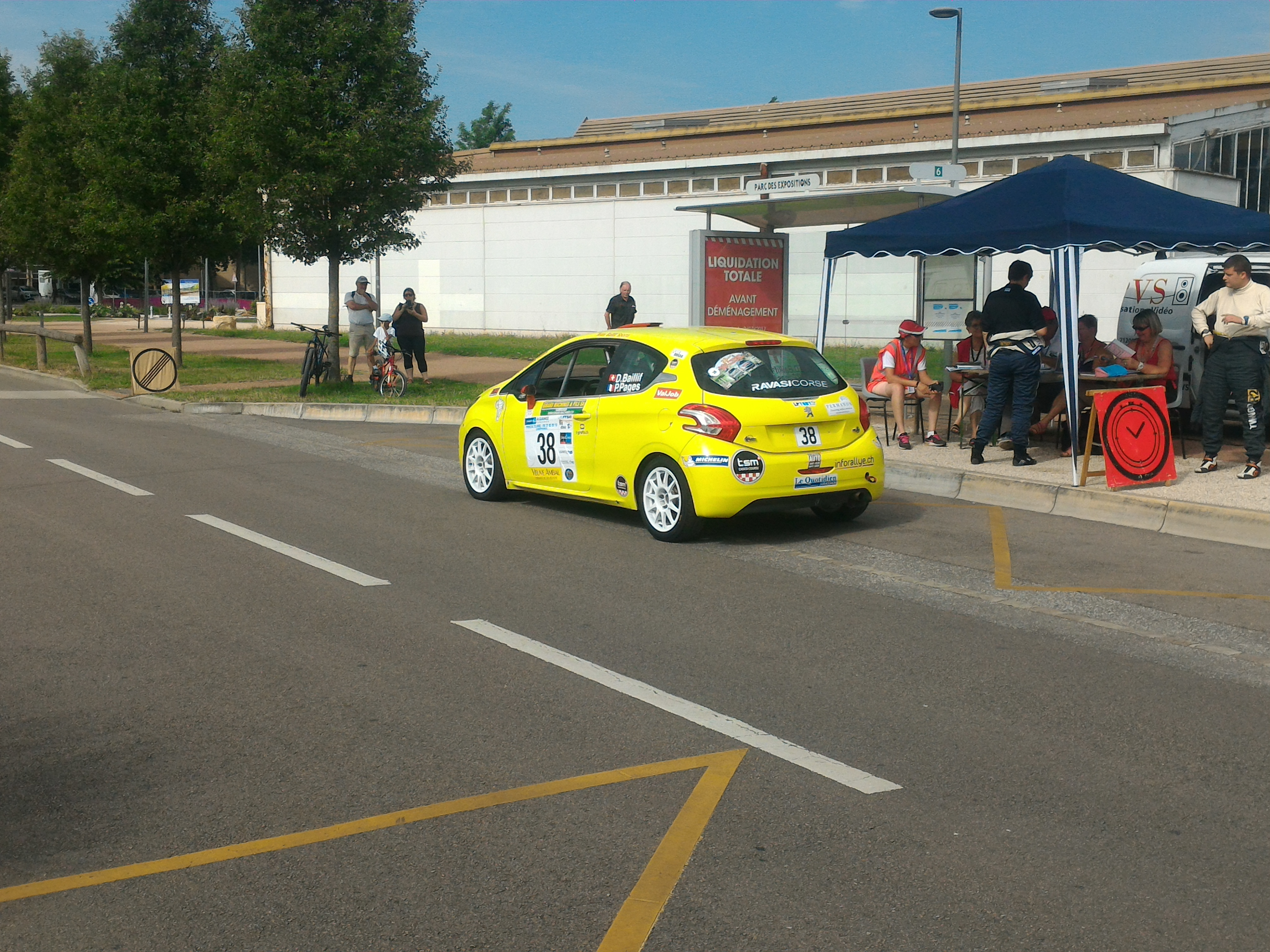
Raliváltozat
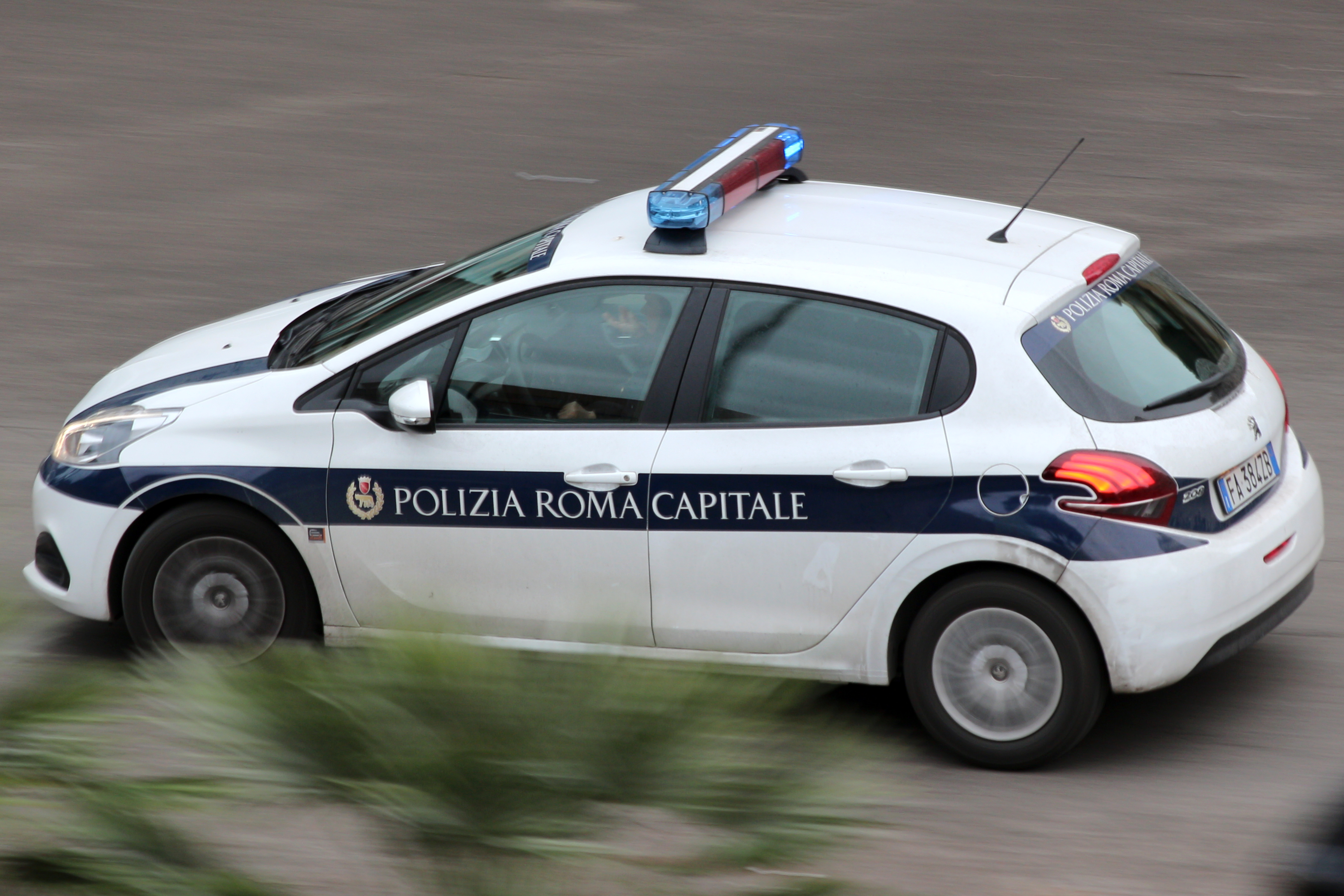
A 2015 utáni modell mint rendőrautó
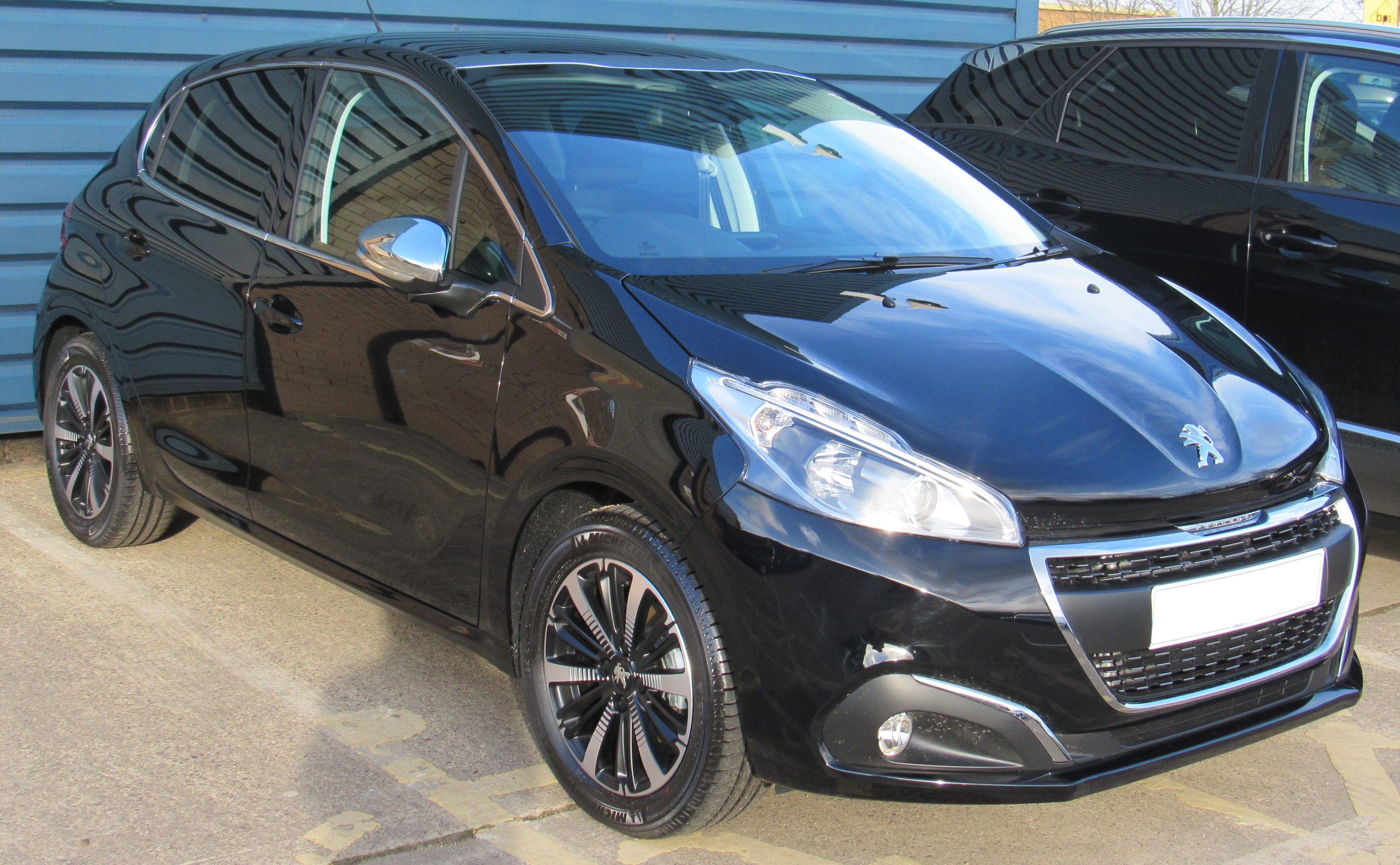
A frissített modell elölről. Látható az eredetinél gazdagabb krómdíszítés